# Tortilicaulis
Tortilicaulis és un gènere de plantes extintes del Silurià i del Devonià del sud de Gran Bretanya. Fou descrita per primer cop el 1979.

## Taxonomia
El gènere Torticaulis s'ha inclòs dins de les Horneofitòpsides, un grup de fòssils  de plantes polisporangiòfites on hi hauria algunes espècies que farien el trànsit entre els briòfits més evolucionats cap als pteridòfits o plantes vasculars amb espores.
El grup dels Horneofitòpsides i Aglaophyton tenen esporòfits ramificats, com els de Rhynia, però no sembla que siguin plantes vasculars veritables (caràcter que les acostaria més als briòfits en sentit ampli) i per això se les ha relegat a la base de l'arbre filogenètic dels Traqueobionts.
Segons la "Global Biodiversity Information Facility" hi ha dos espècies conegudes:
- Tortilicaulis transwalliensis D.Edwards (1979)
- Tortilicaulis offaeus D.Edwards et al. (1994)